# Die andere Seite
Die Andere Seite é um filme de guerra alemão de 1931 dirigido por Heinz Paul.

## Resumo
Durante a Primeira Guerra Mundial, alemães e franceses encontram-se entrincheirados frente a frente. O jovem tenente inglês Raleigh (Liebeneiner) é incorporado às ordens do capitão Stanhope (Veidt). Eles são velhos conhecidos. Raleigh é um oficial entusiasta, mas o seu grande exemplo Stanhope, embebeda-se para disfarçar a tua angústia.
Durante um ataque às linhas inimigas, morrem muitos soldados e Raleigh é confrontado com a realidade. A espera pelo contra-ataque é angustiante. Quando os alemães atacam, todos os soldados morrem.
O filme foi proibido pelos nazis em 1933.

## Elenco
- Conrad Veidt
- Theodor Loos
- Wolfgang Liebeneiner
- Viktor de Kowa
- Friedrich Ettel
- Jack Mylong-Münz
- Paul Otto
- Willy Trenk-Trebitsch
- Reinhold Bernt